# Natuurfotografie

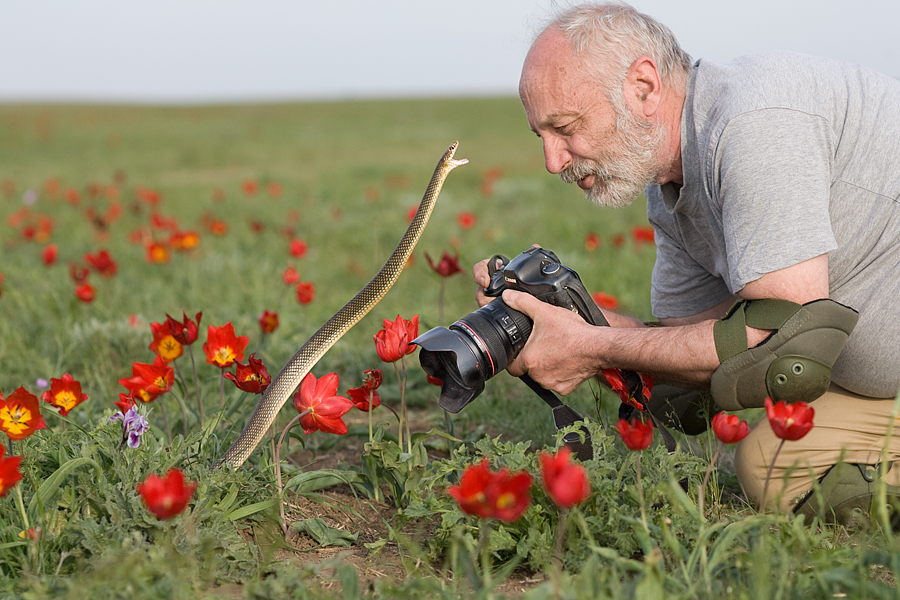
Natuurfotograaf aan het werk

Natuurfotografie is de tak van de fotografie die zich specialiseert in het fotograferen van de natuur. De fotografen zijn gespecialiseerd in het maken van foto's van fauna, landschappen, planten en close-ups van natuurlijke scènes en texturen.

## Disciplines
In natuurfotografie zijn er verschillende onderdelen. Veel natuurfotografen specialiseren zich in een bepaald onderdeel.
De meest beoefende zijn:
- landschapsfotografie
- macrofotografie
- onderwaterfotografie
- wildlife- en vogelfotografie

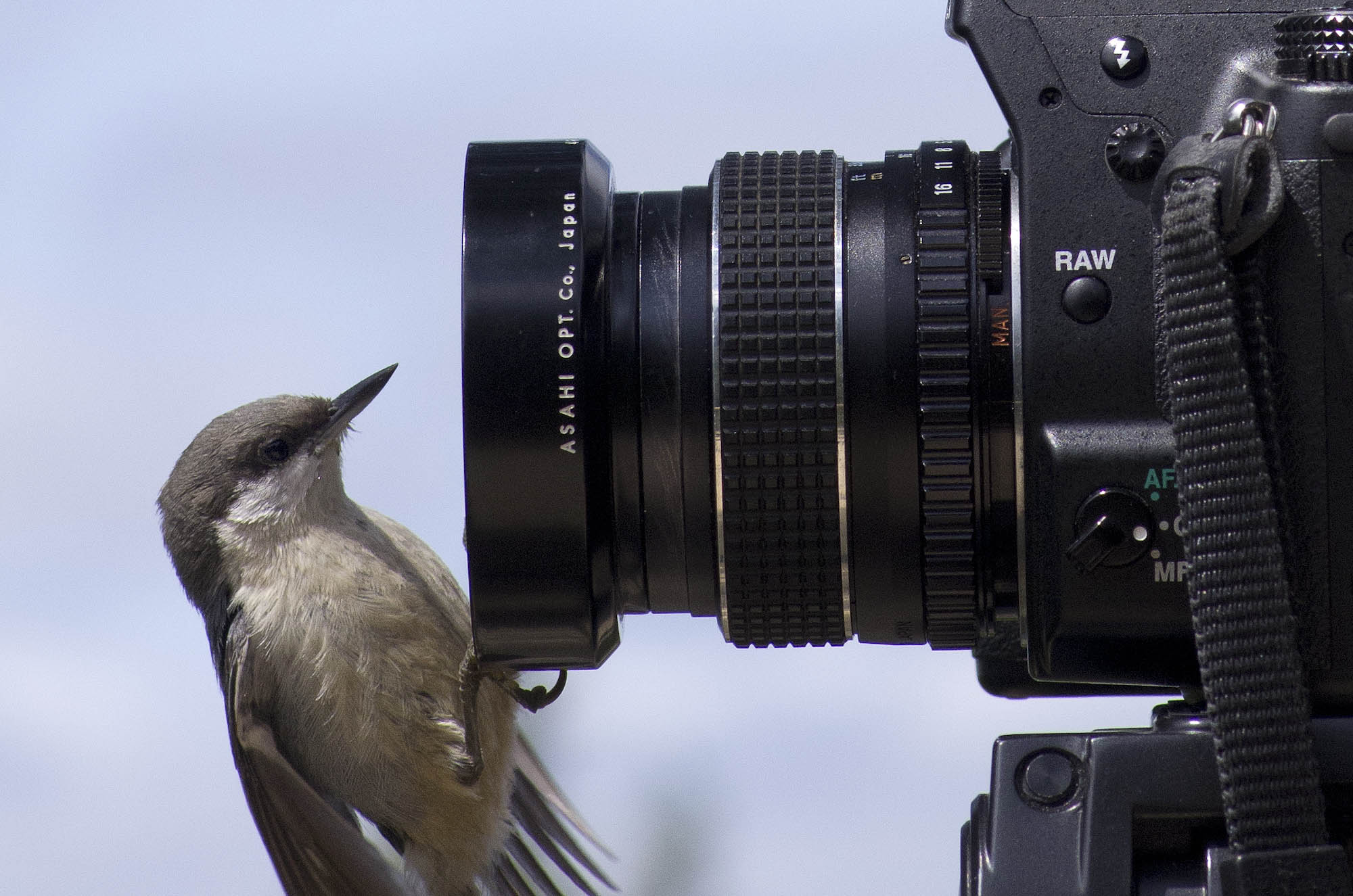
Vogel op een camera

Er zijn ook specialisten die zich bezighouden met het fotograferen van dieren in beweging, vleermuizen, paddenstoelen, amfibieën etc. Slechts weinigen zijn op alle vlakken actief.
Er zijn verschillende stromingen binnen de natuurfotografie die de inhoudelijke invulling overstijgen. Eén groep wil zo accuraat mogelijk de werkelijkheid weergeven (registratieve fotografie) en ziet in natuurfotografie voornamelijk het illustratieve en wetenschappelijke belang. Anderen proberen zo veel mogelijk door middel van hun werk het grote publiek te overtuigen van de schoonheid van de natuur.
Veelal hebben natuurfotografen een achtergrond als natuurliefhebber en -beschermer en zijn lid van een natuurvereniging. Een kleinere groep zijn algemene fotografen die zich nadien hebben gespecialiseerd in natuurfotografie. Natuurfotografie kent sinds de opkomst van de digitale camera een sterke groei. Kwalitatief goede toestellen worden relatief goedkoop en de interesse in natuur is groot.
Natuurfotografie wordt vaak onderschat. Deze fotografievorm vereist veel geduld en afzien bij zowel koude als warme temperaturen, veel lichamelijke inzet, voorbereiding, technische kennis van materiaal en randapparatuur (computerkennis, geologie en ecologie, gps en navigatie, cartografie, literatuur en biologie) en ook veel investering in materiaal. De opbrengsten zijn echter beperkt en het aanbod is wereldwijd groot en de afzetmarkt klein. De meeste fotografen zijn dan ook fanatieke amateurs die er veel voor over hebben.

## Geschiedenis
Als onderdeel van de fotografie heeft natuurfotografie de laatste decennia grote veranderingen doorgemaakt. In de jaren zestig en begin jaren zeventig was fotomateriaal relatief duur en langere telelenzen waren onbestaand of heel duur. Men moest dieren zeer dicht naderen en bij vogels was zoiets slechts mogelijk in de omgeving van het nest. In technische boeken uit die tijd is ook te zien hoe men radiogestuurde wagentjes gebruikte om met de gewone lenzen dichter bij het onderwerp te komen. Ook het besef van de kwetsbaarheid van veel soorten was er niet steeds. Enkele zware wantoestanden hebben geleid tot de oprichting van de BVNF, die strenge regels oplegde aan haar leden. Zo is onder meer nestfotografie, fotografie van dieren in gevangenschap en manipulatie van de beelden uitgesloten. Ondertussen werd materiaal steeds goedkoper en werden vooral macro- en teleobjectieven betaalbaar. Film werd ook steeds beter en dat leidde tot een constante verbetering van het niveau. Foto's werden steeds scherper, beter en kleurrijker. 
Uiteraard is natuurfotografie niet aan de digitale revolutie ontsnapt. Dat begon met het scannen van dia's en het bewerken van de beelden, het opstarten van de eerste fora en websites, tot het enkele jaren geleden massaal overschakelen op digitale camera's en gespecialiseerde fora met in ons taalgebied meerdere honderden leden. Een recente evolutie is digiscoping, het monteren van een compacte digitale camera op een telescoop. Dit laat toe vanaf relatief grote afstanden foto's van bijvoorbeeld vogels te maken.

## Bekende natuurfotografen
Een van de invloedrijkste natuurfotografen van de twintigste eeuw was Ansel Adams. Hij is vooral bekend om zijn zwart-witfoto's van landschappen van de Westelijke Verenigde Staten. Fred Hazelhoff (1924-2002) wordt gezien als de grondlegger voor de moderne natuurfotografie in Nederland. Nederlands (internationaal) bekendste natuurfotograaf is Frans Lanting die in de Verenigde Staten woont en werkt.

## Fotowedstrijden
Er bestaat een groot aantal fotowedstrijden binnen de natuurfotografie. De meest prestigieuze is de Wildlife Photographer of the Year. Deze wedstrijd zag in 1965 het levenslicht. Ieder jaar worden er ongeveer 45.000 natuurfoto's ingestuurd. Ook Nederland kent zijn eigen natuurfotowedstrijd: Groene Camera. Deze wedstrijd ontstond in 2017 na het wegvallen van de categorie natuur in de persfotowedstrijd Zilveren Camera. In België is de Lowland Photo Contest sinds 2025 de meest toonaangevende natuurfotowedstrijd. De Groene Camera en Lowland Photo Contest hebben gemeen dat alleen beelden die gemaakt zijn in Nederland en België mee mogen doen.